# Campionati italiani di winter triathlon del 2014
I Campionati italiani di winter triathlon del 2014 (XVI edizione) sono stati organizzati dalla Federazione Italiana Triathlon e si sono tenuti a Campodolcino in Lombardia, in data 3 febbraio 2014.
Tra gli uomini ha vinto Alberto Comazzi (Friesian Team), mentre la gara femminile è andata a Greta Vettorata (Liger Team Keyline).

## Risultati

### Élite uomini
| Pos. | Atleta              | Società sportiva            | Corsa   | Bici    | Sci di fondo | Totale  |
| ---- | ------------------- | --------------------------- | ------- | ------- | ------------ | ------- |
|      | Alberto Comazzi     | Friesian Team               | 0:17:41 | 0:18:08 | 0:16:33      | 0:52:22 |
|      | Giuseppe Lamastra   | Trisports.it Team           | 0:17:11 | 0:19:33 | 0:16:40      | 0:53:24 |
|      | Daniel Antonioli    | Esercito                    | 0:16:46 | 0:20:48 | 0:16:19      | 0:53:53 |
| 4    | Andrea Tiberi       | Trisports.it Team           | 0:17:52 | 0:20:23 | 0:17:03      | 0:55:18 |
| 5    | Mattia De Paoli     | Liger Team Keyline          | 0:17:38 | 0:22:09 | 0:18:07      | 0:57:54 |
| 6    | Francesco Tanara    | Verona Triathlon            | 0:18:28 | 0:24:41 | 0:16:21      | 0:59:30 |
| 7    | Francesco Dutto     | CUS Torino Triathlon        | 0:18:14 | 0:23:44 | 0:17:42      | 0:59:40 |
| 8    | Luca Alladio        | Trisports.it Team           | 0:18:54 | 0:24:28 | 0:18:05      | 1:01:27 |
| 9    | Guido Ricca         | T.D. Cremona                | 0:18:57 | 0:23:31 | 0:19:26      | 1:01:54 |
| 10   | Marco Panzavolta    | Padova Nuoto Dynamica       | 0:18:51 | 0:24:28 | 0:19:18      | 1:02:37 |
| 11   | Pietro Riva         | Triathlon Lecco             | 0:18:45 | 0:24:42 | 0:19:40      | 1:03:07 |
| 12   | Paolo Ricca         | T.D. Cremona                | 0:19:02 | 0:23:22 | 0:20:55      | 1:03:19 |
| 13   | Alberto Mosconi     | Fumane Triathlon            | 0:19:07 | 0:25:06 | 0:19:09      | 1:03:22 |
| 14   | Urbano Ferrazzi     | Sport Club Merano Triathlon | 0:19:06 | 0:25:32 | 0:19:21      | 1:03:59 |
| 15   | Edoardo Buscaglione | Trisports.it Team           | 0:19:44 | 0:27:37 | 0:17:12      | 1:04:33 |
| 16   | Domenico Invernizzi | A Team                      | 0:20:19 | 0:26:23 | 0:17:54      | 1:04:36 |
| 17   | Giordano Suardi     | Olimpic Triathlon           | 0:19:01 | 0:26:33 | 0:19:10      | 1:04:44 |
| 18   | Matteo Bonifacino   | CUS Torino Triathlon        | 0:19:10 | 0:24:15 | 0:21:26      | 1:04:51 |
| 19   | Francesco Imberti   | Valle Gesso Sport           | 0:19:19 | 0:27:26 | 0:19:52      | 1:06:37 |
| 20   | Emanuele Polga      | Padova Nuoto Dynamica       | 0:20:46 | 0:25:55 | 0:20:03      | 1:06:44 |

### Élite donne
| Pos. | Atleta              | Società sportiva        | Corsa   | Bici    | Sci di fondo | Totale  |
| ---- | ------------------- | ----------------------- | ------- | ------- | ------------ | ------- |
|      | Greta Vettorata     | Liger Team Keyline      | 0:21:33 | 0:27:28 | 0:22:23      | 1:11:24 |
|      | Roberta Gasparini   | Trisports.it Team       | 0:22:19 | 0:29:25 | 0:20:30      | 1:12:14 |
|      | Chiara Novelli      | Steel Triathlon Bergamo | 0:23:02 | 0:31:19 | 0:20:40      | 1:15:01 |
| 4    | Federica Ferrari    | Friesian Team           | 0:23:21 | 0:31:33 | 0:22:41      | 1:17:35 |
| 5    | Carmela Vergura     | Trisports.it Team       | 0:23:40 | 0:31:02 | 0:22:57      | 1:17:39 |
| 6    | Ilaria Zavanone     | Torino Triathlon        | 0:21:52 | 0:30:39 | 0:25:25      | 1:17:56 |
| 7    | Serena Piganzoli    | A Team                  | 0:22:20 | 0:32:04 | 0:24:14      | 1:18:38 |
| 8    | Veronica Crippa     | Los Tigres              | 0:21:36 | 0:30:37 | 0:26:47      | 1:19:00 |
| 9    | Paola Goldoni       | Desenzano Triathlon     | 0:21:49 | 0:34:22 | 0:27:09      | 1:23:20 |
| 10   | Jene Bisgaard       | Svizzera                | 0:24:30 | 0:32:08 | 0:28:46      | 1:25:24 |
| 11   | Elena Garagnani     | Pasta Granarolo         | 0:26:39 | 0:34:55 | 0:24:36      | 1:26:10 |
| 12   | Giuliana Lamastra   | Trisports.it Team       | 0:24:02 | 0:36:26 | 0:27:03      | 1:27:31 |
| 13   | Virna Stavla        | Padova Triathlon        | 0:24:20 | 0:37:37 | 0:28:15      | 1:30:12 |
| 14   | Annamaria Lato      | Los Tigres              | 0:27:08 | 0:41:19 | 0:24:30      | 1:32:57 |
| 15   | Luisella Iabichella | Road Runners            | 0:28:50 | 0:40:37 | 0:30:11      | 1:39:38 |
| 16   | Sarah Burgarella    | Triathlon Bergamo       | 0:27:23 | 0:38:48 | 0:34:08      | 1:40:19 |
| 17   | Rossella Carletti   | CUS Ferrara             | 0:29:10 | 0:40:36 | 0:36:47      | 1:46:33 |
| 18   | Cristina Beretta    | Triathlon Bergamo       | 0:27:13 | 0:40:43 | 0:42:36      | 1:50:32 |